# Jönnen
Jönnen är en sjö i Värnamo kommun i Småland och ingår i Lagans huvudavrinningsområde. Sjön är 9 meter djup, har en yta på 0,249 kvadratkilometer och är belägen 170,1 meter över havet. Sjön avvattnas av vattendraget Jössbäcken.

## Delavrinningsområde
Jönnen ingår i det delavrinningsområde (634787-140233) som SMHI kallar för Mynnar i Ruskån. Avrinningsområdets medelhöjd är 192 meter över havet och ytan är 5,48 kvadratkilometer. Det finns ett delavrinningsområde uppströms, och räknas det in blir den ackumulerade arean 14,45 kvadratkilometer. Jössbäcken som avvattnar avrinningsområdet har biflödesordning 3, vilket innebär att vattnet flödar genom totalt 3 vattendrag innan det når havet efter 188 kilometer. Delavrinningsområdet består mestadels av skog (74 procent) och sankmarker (16 procent). Avrinningsområdet har 0,25 kvadratkilometer vattenytor vilket ger det en sjöprocent på 4,5 procent.